# 诺沃塞利察 (贝雷霍韦区)
48°7′46″N 23°13′33″E / 48.12944°N 23.22583°E

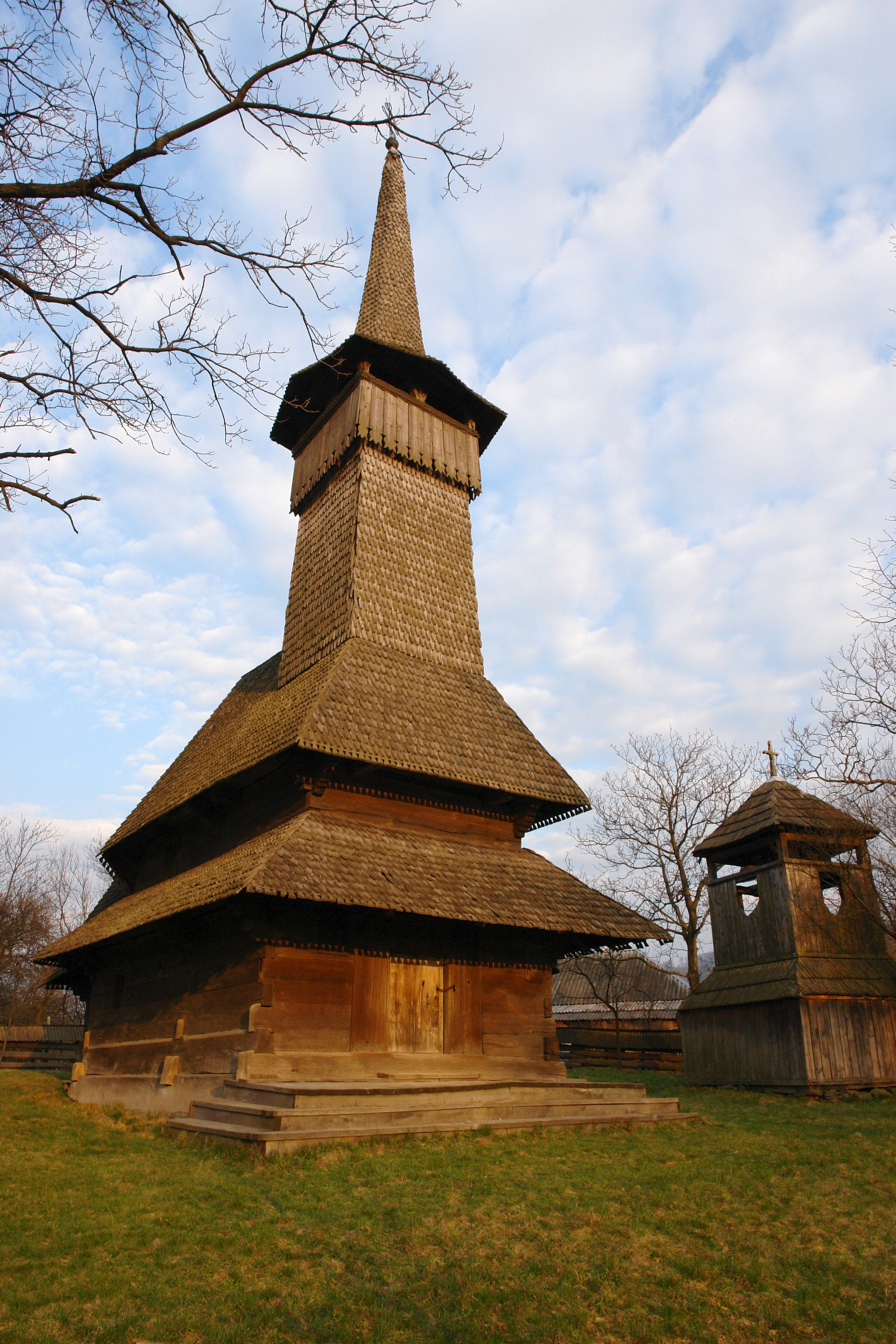
教堂

诺沃塞利察（烏克蘭語：Новоселиця）是烏克蘭西部外喀爾巴阡州貝雷霍韋區科罗莱沃市镇的村莊，處於巴塔爾河畔，始建於1600年，面積3.52平方（1.36平方英里），海拔高度313（1,027英尺），2001年人口1,435。